# Origine (Dan Brown)
Pour les articles homonymes, voir Origine (homonymie).
Origine (Origin) est un roman américain de Dan Brown, le cinquième opus dont Robert Langdon est le héros, publié en France aux Éditions Jean-Claude Lattès le 4 octobre 2017 avec un tirage initial de 600 000 exemplaires.

## Résumé
Robert Langdon, le célèbre professeur de symbologie et iconographie religieuse à Harvard, arrive au musée Guggenheim de Bilbao pour assister à une cérémonie historique au cours de laquelle se déroulera l'annonce d’une découverte scientifique révolutionnaire.  L’hôte de la  soirée est Edmond Kirsch, un milliardaire de quarante ans dont les inventions high-tech et les prédictions audacieuses ont fait de lui une figure de renommée mondiale.
Kirsch, qui a été dans sa jeunesse l'étudiant de Langdon à Harvard, est sur le point d'exposer les résultats de ses recherches qui promettent d'apporter enfin une réponse aux deux questions fondamentales de l'humanité : d'où vient l'homme ? où va-t-il ? quand il est assassiné.
La recherche des réponses de Kirsch commence alors pour Langdon et Ambra Vidal, directrice du musée et fiancée du futur roi d'Espagne. Elle les conduira d'abord à Barcelone...

## Personnages
- Robert Langdon : professeur de symbologie et d'iconographie religieuse à l'université Harvard, Cambridge, Massachusetts.
- Edmond Kirsch : un milliardaire et futurologue âgé de 40 ans et ancien étudiant de Langdon à Harvard.
- Ambra Vidal : directrice du musée Guggenheim à Bilbao et collaboratrice d'Edmond Kirsch, fiancée du prince héritier d'Espagne.
- Winston : assistant d'IA quantique sur ordinateur d'Edmond Kirsch, du nom de Winston Churchill.
- Julián : Le prince et futur roi d'Espagne.
- Mgr Antonio Valdespino : l'évêque fidèle de la famille royale espagnole et que Kirsch rencontre au début du roman.
- Rabbi Yehuda Köves : un éminent philosophe juif.
- Syed al-Fadl : un éminent érudit islamique.
- Amiral Luis Ávila : ancien officier de la marine espagnole qui a perdu sa femme et son fils à cause de l'extrémisme religieux et devient plus tard membre dévot de l'Église palmarienne. Il est l'un des principaux antagonistes du roman.
- Commandant Garza : Commandant de la Guardia Real.
- Fonseca : agent de la Guardia Real
- Rafa Díaz : agent de la Guardia Real  qui assiste Vidal.
- Père Beña de la Sagrada Família
- Mónica Martín : Coordinatrice des relations publiques, Palais espagnol
- Agent Suresh Bhalla : spécialiste de la surveillance, palais espagnol

## Lieux
Le roman se déroule en Espagne. Le lecteur peut en découvrir quelques-uns de ses lieux remarquables: l'abbaye de Montserrat, le palais royal et la cathédrale de l'Almudena de Madrid, et les plus importants étant le musée Guggenheim de Bilbao, et à Barcelone, la Casa Milà et la basilique Sagrada Família. L'église palmarienne est au cœur de l'action.